# Mistrovství Evropy v zápasu ve volném stylu 2011
Mistrovství Evropy v zápasu ve volném stylu 2011 se konalo v Dortmundu, Německo. Akce se konala od 29. března do 3. dubna 2011.

## Výsledky

### Muži
| Kategorie | Zlato               | Stříbro                | Bronz               | Bronz                 |
| --------- | ------------------- | ---------------------- | ------------------- | --------------------- |
| 55 kg     | Džamal Otarsultanov | Vladimer Chinčegašvili | Uladzislau Andreyeu | Mahmud Magomedov      |
| 60 kg     | Opan Sat            | Sahit Prizreni         | Anatol Guidea       | Vasyl Fedoryšyn       |
| 66 kg     | Džabrajil Hasanov   | Leonid Bazan           | Adam Batirov        | Arasch Saba Bolaghi   |
| 74 kg     | Děnis Carguš        | Musa Murtazalijev      | Gábor Hatos         | Davit Chucišvili      |
| 84 kg     | Anzor Uryšev        | Davit Marsagišvili     | Šarif Šarifov       | Gheorghiță Ștefan     |
| 96 kg     | Chetag Gozjumov     | Vladislav Bajcajev     | Pavlo Olijnyk       | Nicolae Ciobanu       |
| 120 kg    | Fatih Çakıroğlu     | Alexej Šemarov         | Dániel Ligeti       | Džamaladdin Magomedov |

### Ženy
| Kategorie | Zlato                  | Stříbro               | Bronz            | Bronz                 |
| --------- | ---------------------- | --------------------- | ---------------- | --------------------- |
| 48 kg     | Marija Stadnyková      | Khrystyna Daranutsa   | Iwona Matkowska  | Cristina Croitoru     |
| 51 kg     | Yuliya Blahinya        | Estera Dobre          | Natalia Budu     | Jekatěrina Krasnovová |
| 55 kg     | Ida-Theres Nerellová   | Ludmila Cristea       | Maria Gurova     | Katarzyna Krawczyk    |
| 59 kg     | Julija Ratkevičová     | Georgiana Paic        | Olga Butkevych   | Ganna Vasylenko       |
| 63 kg     | Yuliya Ostapchuk       | Taybe Yusein          | Inna Tražukovová | Olesya Zamula         |
| 67 kg     | Nadya Sementsova       | Alina Machyňová       | Yvonne Englich   | Hanna Savenia         |
| 72 kg     | Kateryna Burmistrovová | Vasilisa Marzaljuková | Stanka Zlatevová | Agnieszka Wieszczek   |